# Alfred Roberts
Alfred Roberts (* 18. April 1892 in Ringstead; † 10. Februar 1970 in Grantham) war ein britischer Kaufmann, Laienprediger und Kommunalpolitiker.
Er war von November 1945 bis 1946 Bürgermeister von Grantham und ist Vater der britischen Premierministerin Margaret Thatcher (1925–2013).

## Biographie
Roberts wurde in Ringstead geboren und war das fünfte von sieben Kindern. Sein Vater, Benjamin Ebenezer Roberts (1857–1925), stammte aus Northamptonshire, während seine Mutter, Ellen Smith (1857–1935), mütterlicherseits irische Wurzeln hatte.
Aufgrund seiner schlechten Sehkraft war es Roberts nicht möglich, das familieneigene Schuhgeschäft weiterzuführen. Im Alter von 13 Jahren verließ er die Schule, um zum Unterhalt seiner Familie beizutragen. Später zog er nach Grantham (Lincolnshire), wo er eine Lehre als Gemüsehändler absolvierte, obgleich er ursprünglich den Beruf des Lehrers angestrebt hatte.
Vier Jahre nach seinem Umzug nach Grantham lernte Roberts seine spätere Ehefrau Beatrice Ithel Stevenson (1888–1960) in der Finkin Street Methodist Church kennen, welche er regelmäßig besuchte. Sie heirateten am 28. Mai 1917 und hatten zwei Töchter, Muriel Cullen (1921–2004) und Margaret.
Im Jahr 1919 erwarb das Ehepaar ein Lebensmittelgeschäft, das sie gemeinsam betrieben. 1923 eröffnete Roberts ein zweites Geschäft.
In seiner Laufbahn als Kommunalpolitiker war er in zahlreiche Fälle von sexueller Belästigung von Frauen verwickelt und diente als Inspiration für eine lüsterne Figur, die in einer Satire über Grantham aus dem Jahr 1937 mit dem Titel Rotten Borough, ebenfalls Stadtrat und Lebensmittelhändler ist. Roberts und seine Familie haben sämtliche Anschuldigungen trotz Beweisen stets abgestritten.